# Nati nel 1008
| Questa pagina contiene informazioni ricavate automaticamente dalle voci biografiche con l'ausilio del template Bio e di un bot. L'aggiornamento è periodico e automatico e ricostruisce completamente la pagina. Se manca una persona in questa lista, sei pregato di non aggiungerla, ma accertati piuttosto che la sua voce biografica contenga il template Bio e che i dati anagrafici siano correttamente compilati. Se il template Bio manca, inseriscilo tu stesso o, in alternativa, metti l'avviso {{tmp\|Bio}} che ne segnala la mancanza. Se i dati riportati sono sbagliati, correggi direttamente la voce biografica; le modifiche saranno visibili in questa lista entro pochi giorni. Per chiarimenti vedi il progetto biografie. La lista contiene solo le 7 persone che sono citate nell'enciclopedia e per le quali è stato implementato correttamente il template Bio. Pagina aggiornata al 5 nov 2024. |

- 19 gennaio - Al-Mu'izz ibn Badis, sovrano arabo († 1062)
- 4 maggio - Enrico I di Francia, sovrano francese († 1060)
- 25 luglio - Anund Jacob di Svezia, re norrena († 1050)
- 25 luglio - Astrid Olofsdotter, sovrana svedese († 1035)
- 12 ottobre - Go-Ichijō, imperatore giapponese († 1036)
- Mahmud di Kashgar, lessicografo, filologo e linguista turco († 1105)
- Vulstano di Worcester, vescovo inglese († 1095)